# Лепин, Владимир Николаевич
Влади́мир Никола́евич Ле́пин (род. 28 июля 1959, Тамбов) — российский учёный, конструктор, организатор оборонной отрасли, доктор технических наук (2007), лауреат премии Правительства Российской Федерации в области науки и техники.

## Биография
В 1982 году окончил Тамбовское высшее военное авиационное инженерное училище.
С 2001 г. — занимал руководящие должности на оборонных предприятиях, в том числе был генеральным конструктором по носимому вооружению и боевой экипировке военнослужащих.
В 2007 году защитил диссертацию на соискание учёной степени доктора технических наук.
С 2013 г. — профессор кафедры технологии изделий из пиротехнических и композиционных материалов Казанского национального исследовательского технологического университета.
С 2015 г. — генеральный директор АО "НПО «Сплав» С 2017 г. — генеральный директор АО "НПК «Техмаш».
В 2020—2021 годах заместитель председателя научно-технического совета госкорпорации «Ростех».
С 2021 г. — гендиректор ГК «Калашников».
С 2024 г. - генконструктор ГК "Калашников".
С мая 2025 г. - Член-корреспондент РАН.

## Санкции
- 19 мая 2023 года, на фоне вторжения России на Украину, Лепин включён в санкционный список Великобритании лиц «которые поддерживают продолжающуюся военную компанию России, оснащая как российские вооруженные силы, так и группировку "Вагнер"»[1][2].
- 18 марта 2023 года попал под санкции Украины[3].
- С 20 июля 2023 года находится под санкциями Австралии за «роль в прямой или косвенной поддержке незаконного вторжения России в Украину»[4].
- 20 июля 2023 года попал в блокирующий санкционный список США против «бюрократических пособников незаконной войны России против Украины»[5][6].
- 22 августа 2023 года включён в санкционный список Канады против соучастников полномасштабного вторжения России на Украину[7][8]..

## Труды
- Авиационные системы радиоуправления / В. И. Меркулов, В. Н. Лепин. — М.: Радио и связь, 1997. — 391 с.
- Многофункциональные радиолокационные комплексы истребителей [Текст] : для студентов высших учебных заведений, обучающихся по специальности 210601 «Радиоэлектронные системы и комплексы» / [В. Н. Антипов и др.]; под ред. В. Н. Лепина. — М.: Радиотехника, 2014. — 291, [1] с. : ил.; 22 см; ISBN 978-5-93108-079-6
- Помехозащита радиоэлектронных систем управления летательными аппаратами и оружием / [В. Н. Лепин, В. Н. Антипов, А. Ю. Викентьев и др.]; под редакцией В. Н. Лепина ; Акционерное общество "Научно-производственное объединение «Сплав». — М.: Радиотехника, 2017. — 411 с.

## Награды
- Медаль ордена «За заслуги перед Отечеством» II степени.